# Temporada 2016 de GP2 Series
La temporada 2016 de GP2 Series fue la decimosegunda y última edición de la competición de GP2, categoría telonera de Fórmula 1.

## Escuderías y pilotos
Nota: Como todos los equipos usan los chasis Dallara GP2/11 con el motor Mecachrome V8 de Renault y neumáticos Pirelli, no se especifican los datos de los vehículos.
| Escudería               | N.º | Piloto              | Rondas    |
| ----------------------- | --- | ------------------- | --------- |
| ART Grand Prix          | 1   | Nobuharu Matsushita | 1–3, 5–11 |
| ART Grand Prix          | 1   | René Binder         | 4         |
| ART Grand Prix          | 2   | Sergey Sirotkin     | Todas     |
| Racing Engineering      | 3   | Norman Nato         | Todas     |
| Racing Engineering      | 4   | Jordan King         | Todas     |
| DAMS                    | 5   | Alex Lynn           | Todas     |
| DAMS                    | 6   | Nicholas Latifi     | Todas     |
| Pertamina Campos Racing | 7   | Mitch Evans         | Todas     |
| Pertamina Campos Racing | 8   | Sean Gelael         | Todas     |
| RUSSIAN TIME            | 9   | Raffaele Marciello  | Todas     |
| RUSSIAN TIME            | 10  | Artiom Markélov     | Todas     |
| Rapax                   | 11  | Gustav Malja        | Todas     |
| Rapax                   | 12  | Arthur Pic          | 1–9       |
| Rapax                   | 12  | Johnny Cecotto, Jr. | 10–11     |
| Trident                 | 14  | Philo Paz Armand    | Todas     |
| Trident                 | 15  | Luca Ghiotto        | Todas     |
| Carlin                  | 18  | Sergio Canamasas    | 1–6, 8–11 |
| Carlin                  | 18  | René Binder         | 7         |
| Carlin                  | 19  | Marvin Kirchhöfer   | 1–10      |
| Carlin                  | 19  | Louis Delétraz      | 11        |
| PREMA Racing            | 20  | Antonio Giovinazzi  | Todas     |
| PREMA Racing            | 21  | Pierre Gasly        | Todas     |
| MP Motorsport           | 22  | Oliver Rowland      | Todas     |
| MP Motorsport           | 23  | Daniël de Jong      | Todas     |
| Arden International     | 24  | Nabil Jeffri        | Todas     |
| Arden International     | 25  | Jimmy Eriksson      | 1–9       |
| Arden International     | 25  | Emil Bernstorff     | 11        |
| Fuentes:                |     |                     |           |

## Calendario
| Rondas | Rondas | Circuito                                       | País                   | Fecha           |
| ------ | ------ | ---------------------------------------------- | ---------------------- | --------------- |
| 1      | L      | Circuito de Barcelona-Cataluña, Montmeló       | España                 | 14 de mayo      |
| 1      | C      | Circuito de Barcelona-Cataluña, Montmeló       | España                 | 15 de mayo      |
| 2      | L      | Circuito de Mónaco, Montecarlo                 | Mónaco                 | 27 de mayo      |
| 2      | C      | Circuito de Mónaco, Montecarlo                 | Mónaco                 | 28 de mayo      |
| 3      | L      | Circuito callejero de Bakú, Bakú               | Azerbaiyán             | 18 de junio     |
| 3      | C      | Circuito callejero de Bakú, Bakú               | Azerbaiyán             | 19 de junio     |
| 4      | L      | Red Bull Ring, Spielberg                       | Austria                | 2 de julio      |
| 4      | C      | Red Bull Ring, Spielberg                       | Austria                | 3 de julio      |
| 5      | L      | Circuito de Silverstone, Silverstone           | Reino Unido            | 9 de julio      |
| 5      | C      | Circuito de Silverstone, Silverstone           | Reino Unido            | 10 de julio     |
| 6      | L      | Hungaroring, Budapest                          | Hungría                | 23 de julio     |
| 6      | C      | Hungaroring, Budapest                          | Hungría                | 24 de julio     |
| 7      | L      | Hockenheimring, Hockenheim                     | Alemania               | 30 de julio     |
| 7      | C      | Hockenheimring, Hockenheim                     | Alemania               | 31 de julio     |
| 8      | L      | Circuito de Spa-Francorchamps, Francorchamps   | Bélgica                | 27 de agosto    |
| 8      | C      | Circuito de Spa-Francorchamps, Francorchamps   | Bélgica                | 28 de agosto    |
| 9      | L      | Autodromo Nazionale di Monza, Monza            | Italia                 | 3 de septiembre |
| 9      | C      | Autodromo Nazionale di Monza, Monza            | Italia                 | 4 de septiembre |
| 10     | L      | Circuito Internacional de Sepang, Kuala Lumpur | Malasia                | 1 de octubre    |
| 10     | C      | Circuito Internacional de Sepang, Kuala Lumpur | Malasia                | 2 de octubre    |
| 11     | L      | Circuito Yas Marina, Abu Dabi                  | Emiratos Árabes Unidos | 26 de noviembre |
| 11     | C      | Circuito Yas Marina, Abu Dabi                  | Emiratos Árabes Unidos | 27 de noviembre |

## Neumáticos
| Nombre del compuesto | Color | Color | Banda de rodadura | Condiciones de circulación | Tipo del compuesto | Adherencia           | Durabilidad        |
| -------------------- | ----- | ----- | ----------------- | -------------------------- | ------------------ | -------------------- | ------------------ |
| Súper blando         | SS    |       | Liso              | Seco                       | Blando             | 4 - Más adherencia   | 1 - Menos duradero |
| Blando               | S     |       | Liso              | Seco                       | Blando / Duro      | 3                    | 2                  |
| Medio                | M     |       | Liso              | Seco                       | Blando / Duro      | 2                    | 3                  |
| Duro                 | H     |       | Liso              | Seco                       | Duro               | 1 - Menos adherencia | 4 - Más duradero   |
| De lluvia            | W     |       | Canales           | Mojado                     | De lluvia          |                      |                    |

* Pirelli designa 2 tipos de neumáticos secos para cada Gran Premio según el circuito. El más blando se llama option y el más duro prime.

### Por carrera
| Compuesto | BAR | MON | BAK | SPI | SIL | BUD | HOC | SPA | MNZ | KUA | YMC |
| --------- | --- | --- | --- | --- | --- | --- | --- | --- | --- | --- | --- |
| Principal | H   | S   | M   | S   | H   | H   | M   | H   | M   | H   | M   |
| Opcional  | S   | SS  | SS  | SS  | S   | S   | S   | S   | S   | M   | SS  |
| Lluvia    | W   | W   | W   | W   | W   | W   | W   | W   | W   | W   | W   |

## Resultados y clasificaciones

### Temporada
| Ronda | Ronda | Ronda             | Pole Position      | Vuelta rápida       | Piloto ganador      | Escudería ganadora      | Resultados |
| ----- | ----- | ----------------- | ------------------ | ------------------- | ------------------- | ----------------------- | ---------- |
| 1     | L     | Barcelona         | Pierre Gasly       | Norman Nato         | Norman Nato         | Racing Engineering      | Resultados |
| 1     | C     | Barcelona         |                    | Pierre Gasly        | Alex Lynn           | DAMS                    | Resultados |
| 2     | L     | Montecarlo        | Sergey Sirotkin    | Artiom Markélov     | Artiom Markélov     | RUSSIAN TIME            | Resultados |
| 2     | C     | Montecarlo        |                    | Nobuharu Matsushita | Nobuharu Matsushita | ART Grand Prix          | Resultados |
| 3     | L     | Bakú              | Antonio Giovinazzi | Nobuharu Matsushita | Antonio Giovinazzi  | PREMA Racing            | Resultados |
| 3     | C     | Bakú              |                    | Antonio Giovinazzi  | Antonio Giovinazzi  | PREMA Racing            | Resultados |
| 4     | L     | Spielberg         | Sergey Sirotkin    | Mitch Evans         | Mitch Evans         | Pertamina Campos Racing | Resultados |
| 4     | C     | Spielberg         |                    | Jordan King         | Jordan King         | Racing Engineering      | Resultados |
| 5     | L     | Silverstone       | Norman Nato        | Mitch Evans         | Pierre Gasly        | PREMA Racing            | Resultados |
| 5     | C     | Silverstone       |                    | Luca Ghiotto        | Jordan King         | Racing Engineering      | Resultados |
| 6     | L     | Budapest          | Pierre Gasly       | Nobuharu Matsushita | Pierre Gasly        | PREMA Racing            | Resultados |
| 6     | C     | Budapest          |                    | Pierre Gasly        | Sergey Sirotkin     | ART Grand Prix          | Resultados |
| 7     | L     | Hockenheim        | Sergey Sirotkin    | Sergey Sirotkin     | Sergey Sirotkin     | ART Grand Prix          | Resultados |
| 7     | C     | Hockenheim        |                    | Pierre Gasly        | Alex Lynn           | DAMS                    | Resultados |
| 8     | L     | Spa-Francorchamps | Antonio Giovinazzi | Artiom Markélov     | Pierre Gasly        | PREMA Racing            | Resultados |
| 8     | C     | Spa-Francorchamps |                    | Antonio Giovinazzi  | Antonio Giovinazzi  | PREMA Racing            | Resultados |
| 9     | L     | Monza             | Pierre Gasly       | Luca Ghiotto        | Antonio Giovinazzi  | PREMA Racing            | Resultados |
| 9     | C     | Monza             |                    | Artiom Markélov     | Norman Nato         | Racing Engineering      | Resultados |
| 10    | L     | Kuala Lumpur      | Pierre Gasly       | Sergey Sirotkin     | Antonio Giovinazzi  | PREMA Racing            | Resultados |
| 10    | C     | Kuala Lumpur      |                    | Pierre Gasly        | Luca Ghiotto        | Trident                 | Resultados |
| 11    | L     | Yas Marina        | Pierre Gasly       | Nobuharu Matsushita | Pierre Gasly        | PREMA Racing            | Resultados |
| 11    | C     | Yas Marina        |                    | Sergey Sirotkin     | Alex Lynn           | DAMS                    | Resultados |

## Clasificaciones

### Sistema de puntuación
Puntos de carrera larga
| Posición | 1º | 2º | 3º | 4º | 5º | 6º | 7º | 8º | 9º | 10º | Pole | VR |
| Puntos   | 25 | 18 | 15 | 12 | 10 | 8  | 6  | 4  | 2  | 1   | 4    | 2  |

Puntos de carrera corta
| Posición | 1º | 2º | 3º | 4º | 5º | 6º | 7º | 8º | VR |
| Puntos   | 15 | 12 | 10 | 8  | 6  | 4  | 2  | 1  | 2  |

### Campeonato de Pilotos
| Pos. | Piloto              | BAR | BAR | MON | MON | BAK | BAK | SPI | SPI | SIL | SIL | BUD | BUD | HOC | HOC | SPA | SPA | MNZ | MNZ | KUA | KUA | YMC | YMC | Puntos |
| ---- | ------------------- | --- | --- | --- | --- | --- | --- | --- | --- | --- | --- | --- | --- | --- | --- | --- | --- | --- | --- | --- | --- | --- | --- | ------ |
| 1    | Pierre Gasly        | 3   | 2   | 15  | 13  | Ret | 2   | Ret | 7   | 1   | 7   | 1   | 7   | DSQ | 6   | 1   | 4   | 4   | 2   | 11  | 3   | 1   | 9   | 219    |
| 2    | Antonio Giovinazzi  | 18  | Ret | 11  | 18  | 1   | 1   | Ret | 5   | 2   | 4   | 2   | 17  | 8   | Ret | 6   | 1   | 1   | 3   | 1   | 4   | 5   | 6   | 211    |
| 3    | Sergey Sirotkin     | Ret | 11  | Ret | Ret | 2   | 3   | 12  | 6   | 18  | 21  | 3   | 1   | 1   | 2   | 9   | 16  | 14  | Ret | 2   | Ret | 4   | 3   | 159    |
| 4    | Raffaele Marciello  | 8   | 5   | 6   | 3   | 3   | 11  | 3   | 4   | 9   | 6   | 4   | 8   | 3   | 7   | 4   | 5   | 2   | 14  | 6   | 2   | 10  | 11  | 159    |
| 5    | Norman Nato         | 1   | 16  | 2   | 6   | Ret | Ret | 7   | 12  | 7   | 22† | 7   | 3   | Ret | 18  | Ret | 8   | 5   | 1   | 3   | Ret | 6   | 5   | 136    |
| 6    | Alex Lynn           | 6   | 1   | 4   | 5   | Ret | 9   | 11  | 3   | 16  | 14  | 12  | Ret | 7   | 1   | 3   | 10  | 12  | 5   | 4   | 12  | 8   | 1   | 124    |
| 7    | Jordan King         | 7   | 3   | Ret | 16  | 12† | 4   | 8   | 1   | 8   | 1   | 8   | 2   | 15  | 11  | 2   | 12  | 7   | 4   | 5   | 14  | 13  | 10  | 122    |
| 8    | Luca Ghiotto        | Ret | 12  | Ret | 14  | 9   | 12  | 4   | 9   | 5   | 2   | 17  | Ret | 2   | 4   | 7   | 3   | 6   | Ret | 7   | 1   | 11  | 19  | 111    |
| 9    | Oliver Rowland      | 10  | 6   | 3   | 7   | 4   | 15† | 6   | 2   | 3   | 3   | 11  | 6   | 5   | 5   | 10  | 6   | 9   | 9   | 12  | 8   | Ret | 11  | 107    |
| 10   | Artiom Markélov     | 4   | 4   | 1   | 8   | Ret | 5   | Ret | 11  | 10  | 12  | 9   | 4   | Ret | 9   | 5   | 21† | 10  | 10  | DNS | 13  | 3   | 7   | 97     |
| 11   | Nobuharu Matsushita | 11  | 8   | 8   | 1   | 6   | Ret |     |     | 6   | 5   | 6   | Ret | 9   | 12  | 11  | 11  | 11  | 6   | Ret | 7   | 2   | 4   | 92     |
| 12   | Mitch Evans         | 12  | 14  | 5   | 4   | 5   | Ret | 1   | 8   | 4   | 13  | 10  | 5   | Ret | 10  | 16  | 13  | 8   | Ret | 8   | 6   | 15  | 8   | 90     |
| 13   | Gustav Malja        | 9   | 10  | 14  | 12  | 10  | Ret | 13  | 16  | 22  | 19  | 13  | 14  | 6   | 8   | 8   | 2   | 3   | 7   | 9   | 5   | Ret | 14  | 53     |
| 14   | Arthur Pic          | 13  | Ret | 10  | 9   | Ret | 8   | 9   | 18  | 14  | 11  | 5   | Ret | 4   | 3   | 14  | 22† | Ret | 11  |     |     |     |     | 36     |
| 15   | Sean Gelael         | 17  | 13  | 13  | Ret | 7   | Ret | 2   | Ret | 21  | 18  | 22  | 10  | Ret | Ret | 18  | 15  | DSQ | 16  | 16  | Ret | Ret | 21  | 24     |
| 16   | Nicholas Latifi     | 2   | 7   | Ret | Ret | Ret | 13  | 10  | Ret | 11  | 10  | 16  | 12  | 14  | 17  | 13  | 9   | 16  | 15  | 14  | 10  | 9   | 12  | 23     |
| 17   | Marvin Kirchhöfer   | 15  | 15  | 7   | 2   | Ret | 10  | Ret | 19  | 12  | 8   | 14  | 13  | 10  | 14  | Ret | 14  | 18  | 8   | 15  | 11  |     |     | 21     |
| 18   | Johnny Cecotto, Jr. |     |     |     |     |     |     |     |     |     |     |     |     |     |     |     |     |     |     | 13  | 9   | 7   | 2   | 18     |
| 19   | Sergio Canamasas    | 5   | 9   | 12  | 10  | Ret | 6   | Ret | 10  | 13  | 9   | 18  | 9   |     |     | 12  | 7   | Ret | 13  | 10  | 15  | 12  | 16  | 17     |
| 20   | Jimmy Eriksson      | 16  | 19  | Ret | 15  | 11† | Ret | 5   | 13  | 15  | 17  | 21† | Ret | 12  | 13  | 15  | 20  | 15  | 18† |     |     |     |     | 10     |
| 21   | Daniël de Jong      | 14  | 17  | 9   | 11  | 8   | 14  | 14  | 20  | 19  | 16  | 15  | 11  | Ret | 16  | 17  | 17  | 17  | 19  | 17  | Ret | 14  | Ret | 6      |
| 22   | Nabil Jeffri        | 19  | 18  | Ret | 17  | Ret | 7   | Ret | 17  | 17  | 15  | 20  | 16  | 11  | Ret | 19  | 18  | 13  | 12  | 18  | Ret | Ret | 20  | 2      |
| 23   | René Binder         |     |     |     |     |     |     | 16  | 15  |     |     |     |     | 13  | 15  |     |     |     |     |     |     |     |     | 0      |
| 24   | Philo Paz Armand    | Ret | Ret | 16  | Ret | Ret | Ret | 15  | 14  | 20  | 20  | 19  | 15  | 16  | Ret | 20  | 19  | 19  | 17  | 19  | Ret | 16  | 18  | 0      |
| 25   | Emil Bernstorff     |     |     |     |     |     |     |     |     |     |     |     |     |     |     |     |     |     |     |     |     | 17  | 15  | 0      |
| 26   | Louis Delétraz      |     |     |     |     |     |     |     |     |     |     |     |     |     |     |     |     |     |     |     |     | Ret | 17  | 0      |
| Pos. | Piloto              | BAR | BAR | MON | MON | BAK | BAK | SPI | SPI | SIL | SIL | BUD | BUD | HOC | HOC | SPA | SPA | MNZ | MNZ | KUA | KUA | YMC | YMC | Puntos |

| Color     | Resultado              |
| --------- | ---------------------- |
| Oro       | Ganador                |
| Plata     | 2.ª plaza              |
| Bronce    | 3.ª plaza              |
| Verde     | Finalizó en los puntos |
| Azul      | Finalizó sin puntos    |
| Azul      | NC - No clasificado    |
| Violeta   | Ret - No terminó       |
| Rojo      | DNQ - No se clasificó  |
| Negro     | DSQ - Descalificado    |
| Blanco    | DNS - No empezó        |
| Blanco    | WD - Retirado          |
| Blanco    | C - Carrera cancelada  |
| Sin color | DNP - No participó     |
| Sin color | INJ - Lesionado        |
| Sin color | EX - Excluido          |

| Estado  | Resultado |
| ------- | --- |
| Negrita | Pole position |
| Cursiva | Vuelta rápida puntuable, el piloto cumplió los requisitos para ser bonificado con uno o más puntos por lograr la vuelta rápida |
| †       | Abandona, pero clasifica al completar el porcentaje requerido para ello                                                        |

### Campeonato de Escuderías
| Pos. | Escudería               | N.º | BAR | BAR | MON | MON | BAK | BAK | SPI | SPI | SIL | SIL | BUD | BUD | HOC | HOC | SPA | SPA | MNZ | MNZ | KUA | KUA | YMC | YMC | Puntos |
| ---- | ----------------------- | --- | --- | --- | --- | --- | --- | --- | --- | --- | --- | --- | --- | --- | --- | --- | --- | --- | --- | --- | --- | --- | --- | --- | ------ |
| 1    | PREMA Racing            | 20  | 18  | Ret | 11  | 18  | 1   | 1   | Ret | 5   | 2   | 4   | 2   | 17† | 8   | Ret | 6   | 1   | 1   | 3   | 1   | 4   | 1   | 6   | 430    |
| 1    | PREMA Racing            | 21  | 3   | 2   | 15  | 13  | Ret | 2   | Ret | 7   | 1   | 7   | 1   | 7   | DSQ | 6   | 1   | 4   | 4   | 2   | 11  | 3   | 5   | 9   | 430    |
| 2    | Racing Engineering      | 3   | 1   | 16  | 2   | 6   | Ret | Ret | 7   | 13  | 7   | 22† | 7   | 3   | Ret | 18  | Ret | 8   | 5   | 1   | 3   | Ret | 6   | 5   | 258    |
| 2    | Racing Engineering      | 4   | 7   | 3   | Ret | 16  | 12† | 4   | 8   | 1   | 8   | 1   | 8   | 2   | 15  | 11  | 2   | 12  | 7   | 4   | 5   | 14  | 13  | 10  | 258    |
| 3    | RUSSIAN TIME            | 9   | 8   | 5   | 6   | 3   | 3   | 11  | 3   | 4   | 9   | 6   | 4   | 8   | 3   | 7   | 4   | 5   | 2   | 15  | 6   | 2   | 10  | 13  | 256    |
| 3    | RUSSIAN TIME            | 10  | 4   | 4   | 1   | 8   | Ret | 5   | Ret | 12  | 10  | 12  | 9   | 4   | Ret | 9   | 5   | 21† | 10  | 10  | DNS | 13  | 3   | 7   | 256    |
| 4    | ART Grand Prix          | 1   | 11  | 8   | 8   | 1   | 6   | Ret | 16  | 15  | 6   | 5   | 6   | Ret | 9   | 12  | 11  | 11  | 11  | 6   | Ret | 7   | 2   | 4   | 251    |
| 4    | ART Grand Prix          | 2   | Ret | 11  | Ret | Ret | 2   | 3   | 12  | 6   | 18  | 21  | 3   | 1   | 1   | 2   | 9   | 16  | 14  | Ret | 2   | Ret | 4   | 3   | 251    |
| 5    | DAMS                    | 5   | 6   | 1   | 4   | 5   | Ret | 9   | 11  | 3   | 16  | 14  | 12  | Ret | 7   | 1   | 3   | 10  | 12  | 5   | 4   | 12  | 8   | 1   | 147    |
| 5    | DAMS                    | 6   | 2   | 7   | Ret | Ret | Ret | 13  | 10  | Ret | 11  | 10  | 16  | 12  | 14  | 17  | 13  | 9   | 16  | 15  | 14  | 10  | 9   | 12  | 147    |
| 6    | Pertamina Campos Racing | 7   | 12  | 14  | 5   | 4   | 5   | Ret | 1   | 8   | 4   | 13  | 10  | 5   | Ret | 10  | 16  | 13  | 8   | Ret | 8   | 6   | 15  | 8   | 114    |
| 6    | Pertamina Campos Racing | 8   | 17  | 13  | 13  | Ret | 7   | Ret | 2   | Ret | 21  | 18  | 22† | 10  | Ret | Ret | 18  | 15  | DSQ | 16  | 16  | Ret | Ret | 21  | 114    |
| 7    | MP Motorsport           | 22  | 10  | 6   | 3   | 7   | 4   | 15† | 6   | 2   | 3   | 3   | 11  | 6   | 5   | 5   | 10  | 6   | 9   | 9   | 12  | 8   | Ret | 11  | 113    |
| 7    | MP Motorsport           | 23  | 14  | 17  | 9   | 11  | 8   | 14  | 14  | 20  | 19  | 16  | 15  | 11  | Ret | 16  | 17  | 17  | 17  | 19  | 17  | Ret | 14  | Ret | 113    |
| 8    | Trident                 | 14  | Ret | Ret | 16  | Ret | Ret | Ret | 15  | 14  | 20  | 20  | 19  | 15  | 16  | Ret | 20  | 19  | 19  | 17  | 19  | Ret | 16  | 18  | 111    |
| 8    | Trident                 | 15  | Ret | 12  | Ret | 14  | 9   | 12  | 4   | 9   | 5   | 2   | 17  | Ret | 2   | 4   | 7   | 3   | 6   | Ret | 7   | 1   | 11  | 19  | 111    |
| 9    | Rapax                   | 11  | 9   | 10  | 14  | 12  | 10  | Ret | 13  | 16  | 22  | 19  | 13  | 14  | 6   | 8   | 8   | 2   | 3   | 7   | 9   | 5   | Ret | 14  | 107    |
| 9    | Rapax                   | 12  | 13  | Ret | 10  | 9   | Ret | 8   | 9   | 18  | 14  | 11  | 5   | Ret | 4   | 3   | 14  | 22† | Ret | 12  | 13  | 9   | 7   | 2   | 107    |
| 10   | Carlin                  | 18  | 5   | 9   | 12  | 10  | Ret | 6   | Ret | 10  | 13  | 9   | 18  | 9   | 13  | 15  | 12  | 7   | Ret | 13  | 10  | 15  | 12  | 16  | 38     |
| 10   | Carlin                  | 19  | 15  | 15  | 7   | 2   | Ret | 10  | Ret | 19  | 12  | 8   | 14  | 13  | 10  | 14  | Ret | 14  | 18  | 8   | 15  | 11  | Ret | 17  | 38     |
| 11   | Arden International     | 24  | 19  | 18  | Ret | 17  | Ret | 7   | Ret | 17  | 17  | 15  | 20  | 16  | 11  | Ret | 19  | 18  | 13  | 12  | 18  | Ret | Ret | 20  | 12     |
| 11   | Arden International     | 25  | 16  | 19  | Ret | 15  | 11† | Ret | 5   | 11  | 15  | 17  | 21† | Ret | 12  | 13  | 15  | 20  | 15  | 18† |     |     | 17  | 15  | 12     |
| Pos. | Escudería               | N.º | BAR | BAR | MON | MON | BAK | BAK | SPI | SPI | SIL | SIL | BUD | BUD | HOC | HOC | SPA | SPA | MNZ | MNZ | KUA | KUA | YMC | YMC | Puntos |

| Color     | Resultado              |
| --------- | ---------------------- |
| Oro       | Ganador                |
| Plata     | 2.ª plaza              |
| Bronce    | 3.ª plaza              |
| Verde     | Finalizó en los puntos |
| Azul      | Finalizó sin puntos    |
| Azul      | NC - No clasificado    |
| Violeta   | Ret - No terminó       |
| Rojo      | DNQ - No se clasificó  |
| Negro     | DSQ - Descalificado    |
| Blanco    | DNS - No empezó        |
| Blanco    | WD - Retirado          |
| Blanco    | C - Carrera cancelada  |
| Sin color | DNP - No participó     |
| Sin color | INJ - Lesionado        |
| Sin color | EX - Excluido          |

| Estado  | Resultado |
| ------- | --- |
| Negrita | Pole position |
| Cursiva | Vuelta rápida puntuable, el piloto cumplió los requisitos para ser bonificado con uno o más puntos por lograr la vuelta rápida |
| †       | Abandona, pero clasifica al completar el porcentaje requerido para ello                                                        |